# Freeman Spur
Freeman Spur é uma vila localizada no estado americano de Illinois, no Condado de Franklin e Condado de Williamson.

## Demografia
Segundo o censo americano de 2000, a sua população era de 273 habitantes.
Em 2006, foi estimada uma população de 280, um aumento de 7 (2.6%).

## Geografia
De acordo com o United States Census Bureau tem uma área de
1,0 km², dos quais 1,0 km² cobertos por terra e 0,0 km² cobertos por água.

## Localidades na vizinhança
O diagrama seguinte representa as localidades num raio de 12 km ao redor de Freeman Spur.